# Георге, Йонуц
Иону́ц Гео́рге (рум. Ionuţ Gheorghe, родился 29 февраля 1984) — румынский боксёр-любитель, бронзовый призёр Олимпийских игр и чемпионата Европы.

## Спортивная карьера

### Пловдив-2006
- Отборочный этап: победа по очкам (28:14) на Ондером Сипалом (Турция)
- 1/8 финала: победа за явным преимуществом во втором раунде над литовским боксёром Яном Романовским
- 1/4 финала: победа по очкам (30:26) над украинским боксёром Миколой Семенягой
- 1/2 финала: поражение по очкам (31:18) болгарскому боксёру Борису Георгиеву, который стал чемпионом Европы.